# Boatswain Bird Island
Boatswain Bird Island (ili Boatswainbird Island), mali je otok dug oko 270 metara uz istočnu obalu otoka Ascension u južnom Atlantskom oceanu s površinom od približno 5.3 ha. Njome se upravlja iz Georgetowna na Ascensionu, koji je dio Svete Helene, Ascensiona i Tristan da Cunha, prekomorskog teritorija Ujedinjenog Kraljevstva. Boatswain Bird Island ne treba miješati s obližnjim, mnogo manjim, Boatswain Bird Rockom, dimenzija 10 x 5 metara, koji se nalazi oko 570 metara jugoistočno od otoka i 360 metara sjeveroistočno od obale Ascensiona. Južna obala otoka ima impresivan prirodni luk.

## Ptice
Na ovom malenom otoku živi tisuće stanovnika, a svi su ptice koje otoku daju bijelu boju. Među brojnim morskim pticama koje se gnijezde tu su blune, burnice, čigre, kao i fetoni (eng. boatswain birds) po kojima je otok i dobio ime.
Otok je dom većine ptica Ascensiona zbog štakora (koje su slučajno unijeli brodovi u prolazu), a potom i mačaka (koje su dovedene da hvataju štakore, kao i kućnih ljubimaca) koje jedu ptice i njihova jaja na Ascensionu. Od sredine 1990-ih postoji program iskorjenjivanja divljih mačaka, uz program iskorjenjivanja štakora, kako bi se ptice potaknule na povratak na glavni otok.

### Važno područje za ptice
BirdLife International označio je otok kao važno područje za ptice (IBA) kao mjesto za razmnožavanje morskih ptica. Ptice za koje je IBA značajna uključuju madeirske burnice (Hydrobates castrom, 1500 gnijezdećih parova), crvenokljune fetone (Phaethon aethereus, 500 parova), žutokljune fetone (Phaethon lepturus, 1000 parova), asensionske brzane (Fregata aquila, 6000 parova), žutokljune blune (Sula dactylatra, 1300 parova) i bjelokape čigre (Anous minutus, 5.000 parova).